# Komory na Letnich Igrzyskach Olimpijskich 2008
Reprezentacja Komorów na Letnich Igrzyskach Olimpijskich 2008 liczyła troje zawodników (1 kobieta i 2 mężczyzn). Komory miały swoich przedstawicieli w 2 spośród 28 rozgrywanych dyscyplin. Zawodnicy z tego kraju nie zdobyli żadnego medalu. Chorążym reprezentacji była lekkoatletka Ahamada Feta. Najmłodszym reprezentantem tego państwa na Letnich Igrzyskach Olimpijskich 2008 był 18-letni lekkoatleta Mhadjou Youssouf, a najstarszym przedstawicielem tego kraju był niespełna 27-letni Mohamed Attoumane. Wszyscy zawodnicy debiutowali na igrzyskach.
Był to czwarty start tej reprezentacji na igrzyskach olimpijskich. Najlepszym wynikiem, jaki osiągnęli reprezentanci Komorów na Letnich Igrzyskach Olimpijskich 2008, była 52. pozycja, jaką Ahamada Feta zajęła w rywalizacji sprinterek na 100 metrów.

## Tło startu
Narodowy Komitet Olimpijski Komorów powstał w 1979 roku, jednak został zatwierdzony przez MKOL dopiero w 1993 roku. Od tego czasu Komitet Olimpijski tegoż kraju zgłasza reprezentacje Komorów do udziału w najważniejszych imprezach międzynarodowych takich jak igrzyska afrykańskie, czy igrzyska olimpijskie. 
Komory na letnich igrzyskach olimpijskich zadebiutowały w 1996 roku. Jej reprezentanci do czasu startu w igrzyskach w Pekinie nie zdobyli żadnego medalu olimpijskiego.

## Statystyki według dyscyplin
Spośród dwudziestu ośmiu dyscyplin sportowych, które Międzynarodowy Komitet Olimpijski włączył do kalendarza igrzysk, reprezentacja Komorów wzięła udział w dwóch. W lekkoatletyce Narodowy Komitet Olimpijski Komorów wystawił dwoje zawodników, zaś w pływaniu Narodowy Komitet Olimpijski Komorów wystawił jednego zawodnika.
| Lp.     | Sport         | Mężczyźni | Kobiety | Łącznie |
| ------- | ------------- | --------- | ------- | ------- |
| 1.      | Lekkoatletyka | 1         | 1       | 2       |
| 2.      | Pływanie      | 1         | 0       | 1       |
| Łącznie | Łącznie       | 2         | 1       | 3       |

## Wyniki reprezentantów Komorów

### Lekkoatletyka
Komory w lekkoatletyce reprezentowało dwoje zawodników – jeden mężczyzna i jedna kobieta. Każde z nich wystartowało w jednej konkurencji. Początkowo Ahamada Feta i Mhadjou Youssouf nie zakwalifikowali się do udziału w Letnich Igrzyskach Olimpijskich 2008, gdyż nie uzyskali wymaganego minimum kwalifikacyjnego. Zgodnie z przepisami przyjętymi przez IAAF każdy kraj, w którym żaden z zawodników nie wypełnił minimum kwalifikacyjnego, otrzymał zaproszenie do zgłoszenia do Letnich Igrzysk Olimpijskich 2008 nie więcej niż 2 lekkoatletów.
Jako pierwszy podczas igrzysk w Pekinie wystartował Mhadjou Youssouf, który wziął udział w rywalizacji sprinterów w biegu na 100 metrów. Eliminacje rozpoczęły się 15 sierpnia 2008 roku o godzinie 9:45. Youssouf startował w piątym biegu eliminacyjnym, który odbył się o godzinie 10:17. Startował z ósmego toru; podczas tego biegu wiatr był korzystny; jego siła wyniosła 0,7 metra na sekundę. Z wynikiem 10,62 zajął 6. miejsce, i mimo iż ustanowił swój rekord życiowy, to nie awansował do następnej rundy. W łącznej klasyfikacji zajął 55. miejsce na 80 sklasyfikowanych zawodników. Jego czas reakcji wyniósł 0,170 sekundy. Zwycięzcą tej konkurencji został Usain Bolt z Jamajki.
Jako druga podczas igrzysk wystartowała Ahamada Feta, która wzięła udział w rywalizacji sprinterek w biegu na 100 metrów. Eliminacje tej konkurencji rozpoczęły się 16 sierpnia 2008 roku o godzinie 10:50. Feta startowała w siódmym biegu eliminacyjnym, który odbył się o godzinie 11:32. Podobnie jak Mhadjou Youssouf, startowała z zewnętrznego ósmego toru; podczas tego biegu wiatr był niekorzystny; jego siła wyniosła 0,5 metra na sekundę. Z wynikiem 11,88 zajęła 6. miejsce w swoim biegu eliminacyjnym, co w łącznej klasyfikacji dało jej 52. miejsce w gronie 84 zawodniczek. Zwyciężczynią tej konkurencji została Shelly-Ann Fraser z Jamajki.
Mężczyźni
| Zawodnik         | Konkurencja | Bieg eliminacyjny | Bieg eliminacyjny | Ćwierćfinał                  | Ćwierćfinał                  | Półfinał                     | Półfinał                     | Finał                        | Finał                        |
| Zawodnik         | Konkurencja | Wynik             | Miejsce           | Wynik                        | Miejsce                      | Wynik                        | Miejsce                      | Wynik                        | Miejsce                      |
| ---------------- | ----------- | ----------------- | ----------------- | ---------------------------- | ---------------------------- | ---------------------------- | ---------------------------- | ---------------------------- | ---------------------------- |
| Mhadjou Youssouf | 100m        | 10.62             | 55                | Odpadł z dalszej rywalizacji | Odpadł z dalszej rywalizacji | Odpadł z dalszej rywalizacji | Odpadł z dalszej rywalizacji | Odpadł z dalszej rywalizacji | Odpadł z dalszej rywalizacji |

Kobiety
| Zawodniczka  | Konkurencja | Bieg eliminacyjny | Bieg eliminacyjny | Ćwierćfinał                   | Ćwierćfinał                   | Półfinał                      | Półfinał                      | Finał                         | Finał                         |
| Zawodniczka  | Konkurencja | Wynik             | Miejsce           | Wynik                         | Miejsce                       | Wynik                         | Miejsce                       | Wynik                         | Miejsce                       |
| ------------ | ----------- | ----------------- | ----------------- | ----------------------------- | ----------------------------- | ----------------------------- | ----------------------------- | ----------------------------- | ----------------------------- |
| Ahamada Feta | 100m        | 11.88             | 52                | Odpadła z dalszej rywalizacji | Odpadła z dalszej rywalizacji | Odpadła z dalszej rywalizacji | Odpadła z dalszej rywalizacji | Odpadła z dalszej rywalizacji | Odpadła z dalszej rywalizacji |

### Pływanie
Komory w pływaniu reprezentował jeden zawodnik, który wystartował w jednej konkurencji. Początkowo Mohamed Attoumane nie zakwalifikował się do udziału w Letnich Igrzyskach Olimpijskich 2008, gdyż nie uzyskał wymaganego minimum kwalifikacyjnego. Zgodnie z przepisami przyjętymi przez Światową Federację Pływacką każdy kraj, w którym żaden z zawodników nie wypełnił minimum kwalifikacyjnego, otrzymał zaproszenie do zgłoszenia do Letnich Igrzysk Olimpijskich 2008 nie więcej niż 2 pływaków. Jedynym kryterium, jakie musieli oni spełnić, był wcześniejszy start na Mistrzostwach Świata w Pływaniu 2007. Attoumane spełnił to kryterium, gdyż w czasie tej imprezy wystartował w dwóch konkurencjach – wyścigu na 50 metrów stylem dowolnym (zajął w nim 154. miejsce) i wyścigu na 100 metrów stylem dowolnym (166. miejsce). Na mistrzostwach w Melbourne startował też pływak Amrane Abderemane. Jednak Narodowy Związek Pływacki Komorów (La Fédération de Natation compte) zadecydował, że to Attoumane będzie reprezentować swój kraj na letnich igrzyskach olimpijskich w Pekinie. Narodowy Komitet Olimpijski Komorów nie wysłał na igrzyska żadnej pływaczki.
Podczas igrzysk Attoumane wziął udział w konkurencji 50 metrów stylem dowolnym mężczyzn. Eliminacje tej konkurencji rozpoczęły się 14 sierpnia 2008 roku. Attoumane startował w szóstym wyścigu eliminacyjnym. Wystartował z trzeciego toru i z wynikiem 29,63 zajął ostatnie, 8. miejsce w swoim wyścigu eliminacyjnym, co w łącznej klasyfikacji dało mu 91. miejsce na 97 sklasyfikowanych zawodników. Jego czas reakcji wyniósł 0,75 sekundy. Zwycięzcą tej konkurencji został César Cielo z Brazylii.
Mężczyźni
| Zawodnik          | Konkurencja       | Bieg eliminacyjny | Bieg eliminacyjny | Półfinał                     | Półfinał                     | Finał                        | Finał                        |
| Zawodnik          | Konkurencja       | Czas              | Miejsce           | Czas                         | Miejsce                      | Czas                         | Miejsce                      |
| ----------------- | ----------------- | ----------------- | ----------------- | ---------------------------- | ---------------------------- | ---------------------------- | ---------------------------- |
| Mohamed Attoumane | 50 m st. dowolnym | 29.63             | 91                | Odpadł z dalszej rywalizacji | Odpadł z dalszej rywalizacji | Odpadł z dalszej rywalizacji | Odpadł z dalszej rywalizacji |